# Samuel Moyn
Samuel Moyn (14 de febrer de 1972) és un historiador estatunidenc especialitzat en la història intel·lectual a l'Europa moderna, els drets humans i l'autodeterminació. Ensenya a la Universitat de Colúmbia i és a més editor de la revista Humanity. També col·labora a diverses altres publicacions i és codirector del Consorci per la Història Intel·lectual i Cultural de l'àrea de New Haven.
Moyn es va diplomar a la Universitat Washington a Saint Louis el 1994, i es doctorà a la Universitat de Berkeley el 2000.
El 2007, Moyn va rebre al premi Mark Van Doren de la Universitat de Colúmbia per la qualitat del seu ensenyament.
A mitjan octubre de 2012 durant una entrevista, una setmana després de la Manifestació "Catalunya, nou estat d'Europa", Samuel Moyn va declarar que la independència de Catalunya havia de convertir-se en una "causa d'interès mundial".

## Obres
- Origins of the Other: Emmanuel Levinas between Revelation and Ethics (2005)
- A Holocaust Controversy: The Treblinka Affair in Postwar France (2005)
- The Last Utopia: Human Rights in History (2010)